# Kolano (województwo lubelskie)
Kolano – wieś w Polsce położona w województwie lubelskim, w powiecie parczewskim, w gminie Jabłoń.
Miejscowość jest siedzibą rzymskokatolickiej parafii Imienia Najświętszej Maryi Panny.
Wieś stanowi sołectwo w gminie Jabłoń. Według Narodowego Spisu Powszechnego z roku 2011 wieś liczyła 323 mieszkańców.
Wieś posiadał w 1673 roku starosta mielnicki Jan Kazimierz Gołuchowski, leżała w ziemi mielnickiej województwa podlaskiego w 1795 roku. W latach 1975–1998 miejscowość administracyjnie należała do województwa bialskopodlaskiego.

## Powstanie styczniowe
18 listopada 1863 r. w okolicy wsi miała miejsce potyczka powstańców styczniowych z wojskami Imperium Rosyjskiego. Poprzedniego dnia to jest 17 listopada 1863 oddziały podpułkownika Krysińskiego i piechota litewska majora Bogusława Ejtminowicza, liczące razem 400 strzelców, 200 kosynierów i 100 jazdy, stoczyły zwycięską bitwę z Moskalami pod Rossoszem, w której straty własne po stronie polskiej wynosiły tylko 13 zabitych i 14 rannych. Dnia 18 listopada o godzinie 8 rano, połączywszy się z oddziałem 120 osobowym jazdy podpułkownika Wróblewskiego przybyłego z Opola, powstańcy udali się do Kolana. W południe oddział Wróblewskiego zaatakowany został w Kolanie przez 4 roty piechoty, szwadron ułanów, 1 sotnię kozaków i 2 armaty. Wróblewski cofając się w porządku, wprowadził nieprzyjaciela na piechotę Krysińskiego około ½ mili za Kolanem. W zwycięskiej potyczce pod Kolanem Rosjanie ponieśli ciężkie straty, około 160 zabitych i rannych. Pościg za uchodzącymi odbywał się na przestrzeni pół mili i ustał dopiero na wiadomość o zbliżaniu się posiłków w sile 5 rot i 2 armat z Parczewa oraz innej kolumny od Brześcia.